# Димитриадис, Васос
Васос Димитриадис (греч. Βάσος Δημητριάδης) — кипрский футболист, выступавший за сборную Кипра.
На клубном уровне известен по выступлениям за «Неа Саламину», игроком которой был на момент вызова в сборную.

## Карьера в сборной
Дебютировал за сборную Кипра 13 ноября 1960 года в её первом официальном матче в рамках отборочного турнира чемпионата мира 1962 против сборной Израиля, который завершился со счётом 1:1. 27 ноября принял участие в ответной встрече двух команд, в котором сборная Кипра потерпела поражение со счётом 1:6. В дальнейшем в состав сборной не вызывался.